# 花山院通雅
花山院 通雅（かさんのいん みちまさ、旧字体：花󠄁山院 通󠄁雅󠄂）は、鎌倉時代前期から中期にかけての公卿。右大臣・花山院定雅の長男。官位は従一位・太政大臣。後花山院太政大臣と号す。花山院家7代当主。

## 経歴
貞永2年（1233年）従五位下に叙爵。文暦2年12月（1236年1月）に従五位上・侍従に叙任され、嘉禎3年（1237年）には従四位下、次いで従四位上に叙せられた。
延応2年12月（1241年1月）正四位下に昇叙。仁治4年（1243年）12歳にして元服し、左近衛権中将に任ぜられる。寛元5年（1247年）に従三位に叙せられて公卿に列し、宝治2年（1248年）越前権守を兼ねた。建長2年（1250年）正三位・参議に叙任。建長3年（1251年）権中納言に任ぜられ、帯剣を聴された。康元2年（1257年）には正二位・権大納言に昇進する。
弘長2年（1262年）に右近衛大将・右馬寮御監を兼帯する。文永5年12月（1269年1月）に内大臣に任ぜられ、文永6年（1269年）にはさらに右大臣を拝命する。文永8年（1271年）に上表して右大臣を辞任するが、建治元年（1275年）に従一位・太政大臣に叙任されて還任した。翌建治2年（1276年）3月に病のため太政大臣を辞退。同年4月に出家（法名空理）し、5月4日に45歳で薨御。
宝治2年（1248年）に後嵯峨天皇の宇治御幸の顚末を記した『宇治御幸記』を著している。

## 官歴
※以下、『諸家傳』の記載に従う。
- 貞永2年（1233年）正月5日：従五位下に叙す。
- 文暦2年12月21日（1236年1月30日）：従五位上に叙し、侍従に任ず。
- 嘉禎3年（1237年）2月11日：従四位下に叙す。12月-日：従四位上に叙す。
- 延応2年12月2日（1241年1月15日）：正四位下に叙す。
- 仁治4年（1243年）
  - 4月3日：元服し、禁色を聴す。
  - 12月5日（1244年1月16日）：左近衛権中将に任ず。
- 寛元5年（1247年）正月5日：従三位に叙す。中將如元。
- 宝治2年（1248年）正月23日：越前権守を兼ぬ。
- 建長2年（1250年）
  - 5月17日：参議に任ず。
  - 5月20日：正三位に叙し、左近衛権中将に任ず。
  - 12月24日（1251年1月17日）：右近衛権中将に転ず。
- 建長3年（1251年）正月22日：権中納言に任ず。2月13日：帯剣を聴す。
- -年-月-日：従二位に叙す。
- 康元2年（1257年）
  - 正月-日：正二位に叙す。
  - 11月26日（1258年1月2日）：権大納言に任ず。
- 弘長2年（1262年）7月16日：右近衛大将を兼ぬ。7月28日：右馬寮御監とす。
- 文永元年12月29日（1265年1月17日）：服解（母）。
- 文永2年（1265年）3月9日：復任。
- 文永5年（1268年）
  - 11月9日：内大臣兼宣旨を蒙る。
  - 12月2日（1269年1月6日）：内大臣に任ず。大將如元。
- 文永6年（1269年）正月19日：右近衛大将を辞す。4月23日：右大臣に任ず。
- 文永8年（1271年）3月10日：上表。右大臣を辞す。
- 建治元年（1275年）8月27日：従一位に叙し、太政大臣に任ず。
- 建治2年（1276年）3月29日：所労により辞任す。4月30日：出家。5月4日：薨御。享年45。

## 系譜
- 父：花山院定雅
- 母：二条定高の娘
- 妻：藤原国通の娘
  - 長男：花山院家長（1253-1274）
- 妻：中院通方の娘
  - 次男：花山院家教（1261-1297）
- 妻：園基氏の娘
- 生母不明の子女
  - 三男：花山院通定
  - 男子：雲雅
  - 男子：円雅